# Pollia undosa
Pollia undosa, tên tiếng Anh: waved goblet, là một loài ốc biển, là động vật thân mềm chân bụng sống ở biển trong họ Buccinidae.

## Miêu tả
Loài này có kích thước giữa 20 mm and 45 mm

## Phân bố
Chúng phân bố ở Biển Đỏ, ở Ấn Độ Dương dọc theo Aldabra, Chagos và Tanzania và miền tây [[Thái Bình Dương Ocean.